# Erwin von Neipperg
Erwin Franz Ludwig Bernhard Ernst conte e signore di Neipperg (Schwaigern, 6 aprile 1813 – Schwaigern, 2 marzo 1897) è stato un militare tedesco, era figlio di Adam Albert von Neipperg.

## Biografia

### La famiglia
Erwin era l'ultimogenito del generale conte Adam Albert von Neipperg e della sua prima moglie, Theresa Pola di Treviso. Dopo la morte di quest'ultima, Adam Albert avrebbe sposato l'arciduchessa Maria Luisa d'Asburgo-Lorena, vedova di Napoleone e figlia dell'imperatore Francesco I, acquisendo così il titolo di conte di Montenuovo, traduzione italiana del cognome Neipperg. Suo fratello maggiore fu il conte Alfred von Neipperg.
Neipperg si sposò una prima volta con la contessa Henriette von Waldstein-Wartenberg (1823-1845), che però morì dopo pochi mesi di matrimonio, e una seconda volta a Gorizia con la principessa Rosa von Lobkowitz (1832-1905), sorella di Georg Christian Franz von Lobkowitz e discendente di una della più antiche e nobili famiglie dell'aristocrazia boema. Suo testimone di nozze fu il conte Georg Otto von Toggenburg-Sargans, governatore del Veneto. Ebbero tre figli:
- Conte Reinhard (1856-1919), sposò la contessa Gabriele Ida von Waldstein-Wartenberg;
- Anna Berta (1857-1932), sposò il principe Ferdinand Zdenko von Lobkowitz;
- Maria Hedwig (1859-1916), sposò il conte Franz Xavier von Königsegg-Aulendorf.

### La carriera militare
Neipperg compì studi militari e dopo la morte del padre acquisì, in coreggenza coi fratelli Alfred, il capo della famiglia, Ferdinand e Gustav il paese di Schwaigern con gli annessi, Burg Neipperg, il territorio di caccia a Kleingartach, Bönningheim e Erlingheim come anche beni in Schwaigern e una foresta presso Neipperg. Nel 1833 lui e i suoi fratelli chiusero un fedecommesso sulla successione, che dava tutta la proprietà al primogenito e regolava la successione in caso di cessazione di una linea di discendenti.
Neipperg servì a lungo nell'esercito austriaco come ufficiale di cavalleria di guarnigione in Italia, a Parma, dove risiedeva la matrigna Maria Luisa. Colonnello nel 1848, come comandante della guarnigione austriaca a Parma, si trovò ad arginare i deboli moti insurrezionali che si ebbero a Parma e a sostenere l'erede al trono, Carlo III di Parma. Successivamente, col grado di generale di cavalleria partecipò alle battaglie della prima guerra d'indipendenza italiana distinguendosi a Morozzo e Custoza. Successivamente fu governatore militare di Gorizia fino al 1865: in quell'anno lasciò l'incarico per occupare un seggio presso la camera alta del regno di Württemberg, del quale la sua famiglia era originaria; inoltre nel 1863 era stato nominato tenente generale.
Ferocemente antiprussiano e sostenitore di una federazione di stati tedeschi con a capo l'imperatore d'Austria, Neipperg partecipò alla guerra austro-prussiana a capo dell'VIII corpo d'armata austriaco (7.900 uomini). Il 14 luglio 1866 si scontrò con le truppe del generale prussiano August Karl von Goeben presso Aschaffenburg. I prussiani, in netta superiorità numerica (16.600 effettivi) riportarono sulle truppe di Neipperg una schiacciante vittoria che costrinse gli austriaci, ormai decimati, ad una fuga precipitosa. Neipperg, dopo essere stato comandante militare di Bratislava e Vienna lasciò l'esercito austriaco e per alcuni anni servì a capo della milizia locale del regno di Württemberg, lasciando ogni incarico militare nel 1878. Nel 1873 era stato insignito da Francesco Giuseppe d'Austria del cavalierato dell'Ordine del Toson d'oro.